# Korunomyces zapatensis
Korunomyces zapatensis är en svampart som beskrevs av Hol.-Jech. & R.F. Castañeda 1986. Korunomyces zapatensis ingår i släktet Korunomyces, divisionen sporsäcksvampar och riket svampar.   Inga underarter finns listade i Catalogue of Life.